# Winter-Helmling
Der Winter-Helmling (Mycena tintinnabulum) ist eine Pilzart aus der Familie Mycenaceae. Das Myzel, nicht aber der Fruchtkörper, ist biolumineszent. Als holzzersetzender Saprophyt ist er im Winter oft in dichten Büscheln auf faulenden Strünken und Stämmen von Laubhölzern, beispielsweise der Rotbuche, zu finden.

## Beschreibung
Der oben glatte, feucht klebrige Hut mit einer Größe von 0,5 bis 2,5 cm ist kegelig-glockig und dünnfleischig, wobei ältere Exemplare generell flacher sind. Er ist zentral hell bis dunkel braun oder rotbraun, in der Mitte dunkler und am Rand blasser und oft weißlich, es kommen aber auch zentral hell graubraune Exemplare vor. Unter Lichtabschluss ist die Hutfarbe heller bis fast weiß. Der Hutrand ist meist gerieft, der Hut kann aber völlig ungerieft sein. Die 23 bis 28 grauweißlichen, hellbraunen bis weißen Lamellen sind gerade am Stiel angewachsen oder bogig und leicht an diesem herablaufend. Der Sporenpulverabdruck ist weiß. Der oben hohle Stiel, der etwa 5 cm lang wird, ist oben weiß und nach unten wie der Hut braun gefärbt. Der Geruch ist schwach krautig oder nach rohen Schnittbohnen, der Geschmack mild, etwas erdig herb.

## Ökologie Verbreitung
Die Art wächst büschelig an totem Laubholz, meist an Buchen- und Eichenholz. Sie kommt vor allem in Nordeuropa, nach Süden bis Mitteleuropa, vor. In ganz Mitteleuropa ist die Art verbreitet, aber nicht allzu häufig. Ein Vorkommen in der Schweiz wird nicht angegeben, Fundngaben für Kroatien werden als unsicher eingeschätzt.
Fruchtkörper kommen im Winter von November bis Februar, gelegentlich bis März, vor, oft gemeinsam mit dem essbaren Gemeinen Samtfußrübling.

## Inhaltsstoffe
1998 wurde in den Fruchtkörpern von Mycena tintinnabulum eine neue Verbindung entdeckt, Tintinnadiol. Es handelt sich um ein Diterpenoid, das ein Kohlenstoffskelett vom Sphaeroan-Typ aufweist. Zugleich wurde 1998 außerdem Strobilurin D (= Strobilurin G) sowie dessen Isomer Strobilurin K. in den Fruchtkörpern nachgewiesen.

## Bedeutung
Der Winter-Helmling ist kein Speisepilz.

## Artabgrenzung
Der Winter-Helmling ist durch die Erscheinungszeit in Verbindung mit dem büscheligen Wachstum und dem gerieften, braunen Hut gekennzeichnet. Verwechslungen sind vor allem mit anderen Helmlingen möglich, beispielsweise dem Buntstieligen Helmling (Mycena inclinata); dieser wächst mehr im Spätsommer bis Herbst, hat einen helleren Hut und einen mehrfarbigen Stiel mit Rot- und Gelbtönen, außerdem einen ranzigen Geruch.